# Seiko Yamada
Seiko Yamada –en japonés, 山田青子, Yamada Seiko– (22 de marzo de 1978) es una deportista japonesa que compitió en bádminton. Ganó una medalla de bronce en el Campeonato Mundial de Bádminton de 2003, en la prueba de dobles.

## Palmarés internacional
| Campeonato Mundial | Campeonato Mundial       | Campeonato Mundial | Campeonato Mundial |
| Año                | Lugar                    | Medalla            | Prueba             |
| ------------------ | ------------------------ | ------------------ | ------------------ |
| 2003               | Birmingham (Reino Unido) | Medalla de bronce  | Dobles             |